# Secretários da Mesa da Assembleia da República
Os Secretários da Mesa integram a Mesa da Assembleia da República num total de 4.
São eleitos por sufrágio de lista completa e nominativa e por legislatura.
Compete-lhes proceder à verificação das presenças, do quorum, e registar as votações; ordenar as matérias a submeter à votação; organizar a inscrição dos oradores; promover a publicação do Diário da Assembleia da República; assinar a correspondência expedida em nome da Assembleia da República; coadjuvar o Presidente na orientação dos trabalhos. 